# Римокатоличка црква и стари жупни двор у Футогу
Римокатоличка црква и стари жупни двор у Футогу су саграђени 1776/1908. године и убрајају се у споменике културе у категорији непокретних културних добара од великог значаја.

## Историјат
Футошки поседник гроф Хадик је подигао римокатоличку цркву и жупни двор, која је порушена, а на њеном месту саградила је грофица Котек нови храм посвећен Срцу Исусовом. Према пројекту Ференца Венингера храм је у псеудоготском стилу изграђен између 1906. и 1908. године, што потврђује ктиторски натпис писан готиком на латинском језику, изнад главног улаза.

## Архитектура
Црква представља грађевину крстообразне основе која има главну седмоугаону и две бочне петоугаоне апсиде. Наос је покривен двосливним, а апсиде петосливним крововима. Углови апсида и бочни зидови подупрти су контрафорима. Уз бочне стране главне апсиде припојене су по две четвороугаоне просторије у које се улази спољним степеништима. И уз бочне апсиде призидане су две мање просторије са спољним улазима. Два висока звоника завршени су високим и уским шестоугаоним пирамидама, са улазима са бочних страна. Портал је фланкиран степенасто увученим колонетама које су надвишене линетом и тимпаноном.
У храму се налази пет слика Јозефа Ференца Фалконера, уметника барокног опредељења који је живео и стварао крајем 18. и почетком 19. века.
Жупни двор, саграђен 1776. године је једноспратна је четвороугаона грађевина са карактеристичном пластичном декорацијом испод прозора у облику застава с кићанкама и балустрадом. Конзерваторско-рестаураторски радови су спроведени у периоду 2001-2004. године.
- Римокатоличка црква и стари жупни двор у Футогу
- Римокатоличка црква и стари жупни двор у Футогу